# Vicki Brown

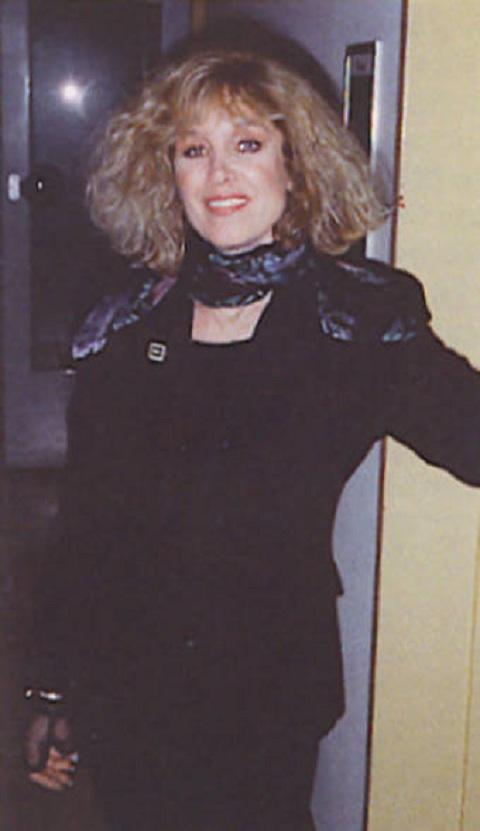
Vicki Brown, 1989

Vicki Brown (* 23. August 1940 in Liverpool, England als Victoria Mary Haseman; † 16. Juni 1991 in Henley-on-Thames, England) war eine britische Sängerin.

## Leben
Brown war Anfang der 1960er Jahre Gründungsmitglied des Gesangstrios The Breakaways. Sie schied nach ihrer Heirat mit Joe Brown 1963 aus der Gruppe aus, im Jahr darauf wurde ihre Tochter Sam Brown geboren. Von Anfang der 1970er Jahre bis Ende der 1980er Jahre war sie eine viel beschäftigte Hintergrundsängerin. Sie veröffentlichte zwar auch Alben unter eigenem Namen, diesen war jedoch kaum kommerzieller Erfolg beschieden. Brown trat über viele Jahre live mit Pink Floyd auf, unter anderem 1972–1973 in der Tour zu The Dark Side of the Moon sowie 1987–1989 in der Tour zu A Momentary Lapse of Reason.
Brown erlag 1991 im Alter von 50 Jahren den Folgen einer Krebserkrankung. Aus ihrer Ehe mit Joe Brown gingen zwei Kinder hervor.

## Diskografie (Auswahl)
- 1972: No Secrets – Carly Simon
- 1973: Messin’ – Manfred Mann’s Earth Band
- 1974: Caravan and the New Symphonia – Caravan
- 1974: Another Time, Another Place – Bryan Ferry
- 1974: Rampant – Nazareth
- 1975: Tomorrow Belongs to Me – Sensational Alex Harvey Band
- 1975: Tommy – Soundtrack
- 1975: Hair of the Dog – Nazareth
- 1975: Pressure Drop – Robert Palmer
- 1976: Come on Over – Olivia Newton-John
- 1976: Let’s Stick Together – Bryan Ferry
- 1977: Better by Far – Caravan
- 1977: Survivor – Eric Burdon
- 1978: A Single Man – Elton John
- 1979: Chappo – Roger Chapman
- 1982: Gone Troppo – George Harrison
- 1982: Before I Forget – Jon Lord
- 1984: Cinema – Elaine Paige
- 1984: About Face – David Gilmour
- 1984: Victims Of Circumstance – Barclay James Harvest
- 1987: Cloud Nine – George Harrison
- 1987: Radio K.A.O.S. – Roger Waters
- 1987: Miracle – Willy DeVille
- 1988: Stop! – Sam Brown
- 1990: About Love and Life - Vicki Brown